# 112. п. н. е.

## Догађаји
- Римски сенат објављује рат Југурти, након опсаде Цирте.